# Georgi Asparoechov
Georgi Rangelov Asparoechov (Bulgaars: Георги Рангелов Аспарухов) (Sofia, 4 mei 1943 - 30 juni 1971), in Bulgarije beter bekend als Gundi, was een Bulgaars voetballer. De aanvaller wordt beschouwd als een van de beste voetballers uit de historie van het land. In 1965 werd hij verkozen tot Bulgaars voetballer van het jaar en in 1999 werd hij zelfs verkozen tot Bulgaars voetballer van de 20e eeuw, vóór Hristo Stoichkov.
Asparuhov boekte zijn grootste successen in de tweede helft van de jaren zestig met Levski Sofia, de club die later haar stadion naar hem zou vernoemen. Hij speelde vijftig wedstrijden voor het Bulgaars voetbalelftal, waaronder wedstrijden op de WK's van 1962, 1966 en 1970.
Asparuhov verongelukte in 1971 op 28-jarige leeftijd. Nadat hij tijdens de derby tegen CSKA Sofia zijn enige rode kaart had gekregen wegens natrappen na een harde overtreding van Plamen Yankov, werd hij voor de volgende wedstrijd geschorst. Daardoor kon hij met Nikola Kotkov, een speler van Lokomotiv Sofia die naar Levski getransfereerd zou worden, een jubileumwedstrijd in het noorden van Bulgarije bijwonen. Op de terugweg botst hun auto tegen een vrachtwagen en brandt uit; beiden overlijden. Op Asparuhovs begrafenis kwamen rond de 550.000 mensen de speler de laatste eer bewijzen.